# Kateřina Marie Tichá
Kateřina Marie Tichá (rozená Kateřina Tichá, * 18. srpna 1994 Vlašim) je česká popová písničkářka a zpěvačka,  která vydala jedno sólové EP a dvě studiová alba. Od roku 2021 vystupuje se skupinou Bandjeez. Je také literárně činná, v roce 2021 jí vyšla básnická sbírka Ostrov, co chutná jako pomeranče. Na hudebních cenách Anděl byla v roce 2020 vyhlášena objevem roku a v roce 2024 se stala sólovou interpretkou.

## Život
Narodila se ve Vlašimi jako Kateřina Tichá. Má mladšího bratra a sestru. Od mládí se zajímala o hudbu a zpívala v několika místních sborech. Jejím hudebním vzorem byla zpěvačka Lenka Dusilová nebo později například Aneta Langerová. Vystudovala sociologii a sociální antropologii na Univerzitě Karlově v Praze. Své umělecké jméno, Kateřina Marie Tichá, si zvolila na počest svým prababičkám Mariím.
Účastnila se benefičního koncertu Srdce pro děti pořádaného TV Prima, kde se seznámila s dalšími zpěváky, například Karlem Gottem nebo Ewou Farnou. Zásadním zlomem však bylo zejména setkání se zpěvákem skupiny Bandjeez Davidem Stypkou, s nímž se spřátelila a který ji významně ovlivnil i v její tvorbě. Po smrti Davida Stypky v roce 2021 se následně musela vyrovnávat i se ztrátou dalších blízkých a fyzickým a psychickým vyčerpáním. Blízký vztah navázala se zpěvačkou Terezou Balonovou, která jí pomáhá se skládáním hudby.
Od roku 2018 pracovala v Nadačním fondu Impuls v registru ReMuS pro pacienty s roztroušenou sklerózou.
Věnuje se paraglidingu.

## Kariéra
Prvním krokem k začátku její kariéry bylo poslání několika jejích cover songů Martinu Červinkovi, hledači talentů z Universal Music, který stál například u zrodu kapely Mandrage nebo zpěvačky Jany Kirschner. S jeho pomocí Kateřina vydala v roce 2012 debutovou píseň s názvem Vzpomínej, kterou napsala již ve svých čtrnácti letech.
V březnu 2013 hostovala v singlu rappera Lipa Do města přišla zima, který se stal nejhranější písní v českých rádiích. V srpnu poté vydala singl Tančíme spolu, na kterém se podílela skupina Jelen. Úspěšný rok jí vynesl nominaci na Objev roku v anketě Český slavík Mattoni 2013.

### EP Otazníky (2015)
V roce 2015 Kateřina Marie Tichá vydala debutové EP Otazníky, na kterém se objevilo pět písní. EP nebylo přijato jednaznačně kladně, recenze se však shodovaly, že se jedná o nadějnou prvotinu.
Zpěvačka na konci roku 2015 sestavila vlastní kapelu a na rok 2016 plánovala vydání nového alba, k čemuž nakonec nedošlo.

### Spolupráce se skupinou Jelen
Již od roku 2013 spolupracovala se skupinou Jelen, se kterou se seznámila během natáčení svého nakonec nevydaného alba. Tehdy teprve začínající skupina nejprve tvořila její doprovod, ale po úspěchu EP Magdaléna, který kapela vydala v listopadu 2013, se role obrátily a Kateřina Marie Tichá začala jezdit jako host Jelenů. Dlouhodobá spolupráce s kapelou, kde byla Kateřina deset let doprovodnou zpěvačkou, sice vedla k utlumení sólové dráhy, sama zpěvačka však takového vývoje nelitovala. Ve vlastní tvorbě jí dle svých slov po debutovém EP chyběla jistota, kterou nabyla až s odstupem času.

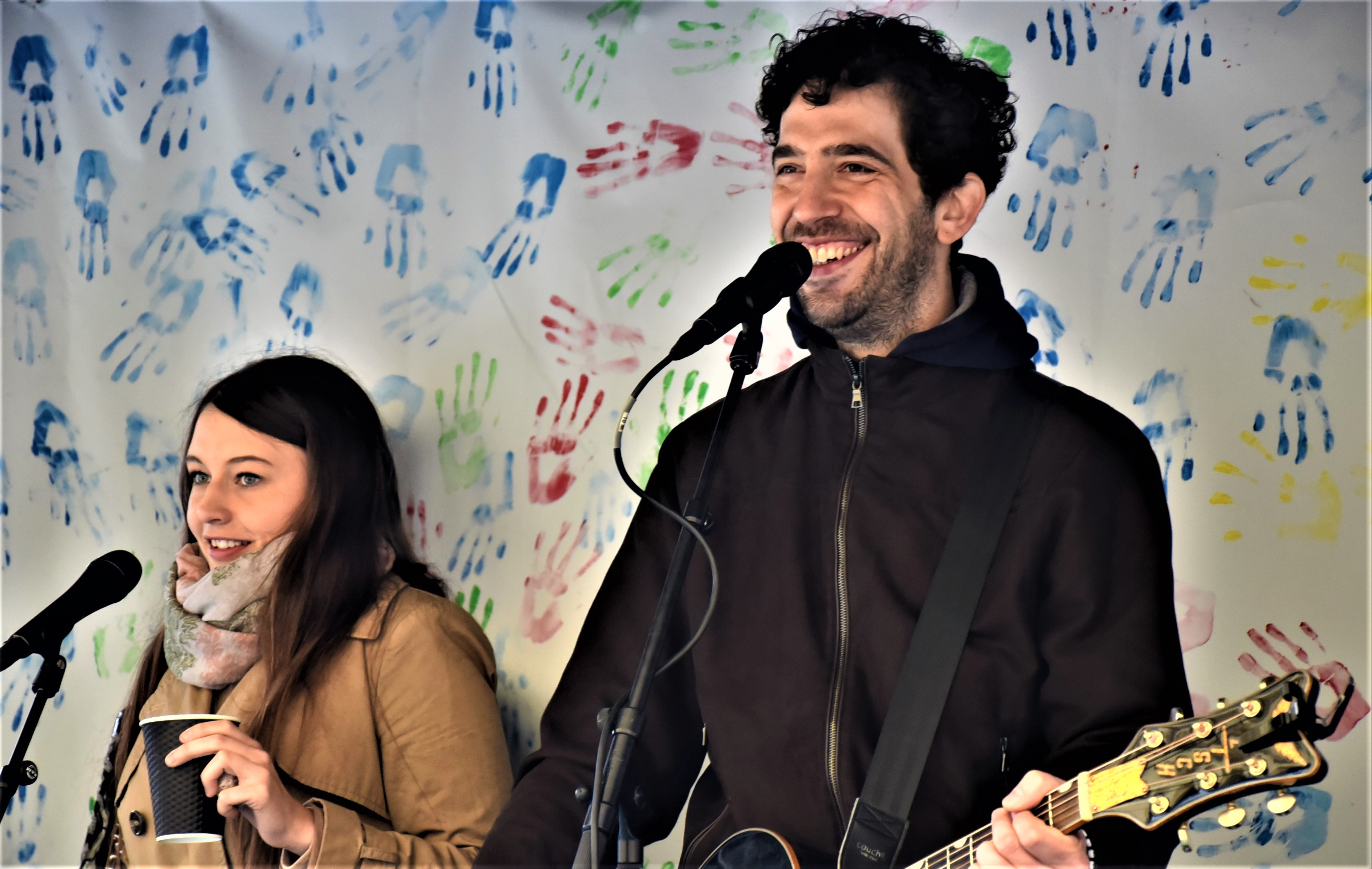
S Jindrou Polákem a skupinou Jelen na Majálesu 2019 v Praze

"Kdybych se nevydala takovou cestou, jakou jsem se vydala, vypadaly by obě moje desky úplně jinak. Nejspíš bych ve své tvorbě stejně došla do fáze, ve které jsem teď. Zároveň bych ale za sebou měla několik alb, která by z mého dnešního pohledu za moc nestála. Delší období, kdy jsem psala jen do šuplíku, mi naopak umožnilo, abych už první desku udělala tak, že se ji ani za deset let nebudu stydět hrát."  - Kateřina Marie Tichá o dlouhé pauze mezi alby (2024)
Se skupinou Jelen nakonec odehrála stovky koncertů, než spolupráce na jaře 2024 definitivně skončila.

### Album Sami (2020)
Dne 2. října 2020 Kateřina Marie Tichá po dlouhé odmlce vydala ve vydavatelství SinglTon své debutové album Sami, produkované Ondřejem ODD Turtákem, na kterém se objevilo celkem 11 písní. Album bylo pozitivně přijato kritiky. Jedná se o žánrově pestré album, kde kromě folku a popu Tichá využívá i rockovější polohy, ale výrazná inspirace je patrná i v šansonu, díky čemuž byla přirovnávána k francouzské zpěvačce Zaz. Jediným hostem na albu se nakonec objevil David Stypka v singlu Divoká.
V prodejnosti v České republice se album v říjnu 2020 umístilo na 88. místě. Singl Divoká se stal v dubnu 2021 39. nejhranější skladbou v českých rádiích. Videoklip k singlu Zničená zem s hercem Igorem Orozovičem se stal nejúspěšnějším počinem Tiché na YouTube, kde do dubna 2025 píseň dosáhla téměř 8 milionů zhlédnutí.
Vzhledem ke koronavirové pandemii a výrazným omezením kulturních akcí zpěvačka s kapelou odehrála online a navíc nemohlo následovat turné, takže během roku 2020 neodehrála ani čtvrtinu plánovaných koncertů. Ke křtu alba nakonec došlo v Malostranské besedě až po roce od vydání 21. října 2021 již s kapelou Bandjeez ve složení Matěj Drabina (bicí), Pavel Sotoniak (klávesy), Maro Zeman (baskytara) a Matouš Rohovský (kytara). S tou navíc spolupracovala po smrti frontmana kapely Davida Stypky na dokončení alba Dýchej (2021).

#### Seznam písní
1. Sami
2. Zničená zem
3. Divoká
4. Kolemjdoucí
5. Kdyby tak
6. Příteli
7. V Paříži
8. Metro
9. Pravé poledne
10. Vlci
11. Vítr

### Album Plamen (2024)
Kateřina Marie Tichá v roce 2024 společně s kapelou Bandjeez připravila své druhé album, které po opakovaných odkladech vyšlo 2. února 2024 pod jménem Plamen ve vydavatelství SinglTon. Titulní singl tohoto chystaného alba i s videoklipem vyšel již v září 2023. Texty, na rozdíl od předchozího alba vycházející výhradně ze svého života, si napsala sama zpěvačka, na hudbě se podílela zpěvačka Tereza Balonová. Desku doplnil i duet s Milanem Caisem ze skupiny Tata Bojs (Nový dům) nebo se Štěpánem Kozubem (Znamení). Píseň Znova se objevila ve filmu Deník alkoholičky (2024) režiséra Dana Svátka.
Album bylo pozitivně přijato i kritiky. Na přelomu zimy a jara 2024 pak následovalo prakticky vyprodané turné 13 koncertů po České republice včetně dvou křtů v pražské Lucerna Music Baru. S nadšenou reakcí publika se přitom Tichá setkala nejen během křtu v Praze, ale i v regionech již od úvodního koncertu v Klatovech.
Album Plamen se v únoru 2024 zařadilo mezi nejprodávanější alba v České republice - ve druhém únorovém týdnu dosáhlo na 5. pozici, za celý měsíc pak na 17. místo. Do dubna 2025 se drželo již 60 týdnů mezi 100 nejprodávanějšími alby v České republice.
Singl Plamen se v dubnu 2025 držel již 74 týdnů mezi nejhranějšími skladbami v českých rádiích a v červenci 2024 dokonce pronikl do elitní desítky. Ve 45. týdnu roku 2024, tedy po více než 12 měsících od uvedení, se poprvé stal nejhranější českou skladbou v rádiích, v 10. týdnu roku 2025, tedy po 18 měsících od uvedení, pak singl dosáhl 3. pozice mezi vůbec nejhranějšími skladbami (včetně zahraniční konkurence) v českých rádiích. Na Spotify skladba do dubna 2025 dosáhla 5,1 milionu přehrání, na YouTube dalších 5,3 milionu přehrání.

#### Seznam písní
1. Ta třetí
2. V horách
3. Plamen
4. Smečka
5. Nový dům (Ft. Milan Cais)
6. Poprvé
7. Kdo ví
8. Budu tu
9. ZNAMENÍ (Ft. Štěpán Kozub)
10. Znova

### Ostatní v roce 2023
V březnu 2023 Kateřina Marie Tichá zazpívala českou státní hymnu během inaugurace prezidenta Petra Pavla.

### Turné Plamen 2025
V říjnu 2024 Kateřina Marie Tichá ohlásila na únor až duben 2025 nové turné po České republice s celkem 18 koncerty. To bylo dle Tiché kompletně vyprodáno. Jeden ze dvou koncertů v pražském Lucerna Music Baru musel být kvůli kvůli nahlášené bombě a evakuaci odložen, přesto zpěvačka se svou kapelou i díky náhodnému kolemjdoucímu s kytarou poté zahrála fanouškům několik písní před klubem na ulici.
Zároveň byla Markem Ztraceným představena jako host jeho Zpátky tour, série 20 koncertů v létě 2025. Na listopad 2025 zpěvačka plánovala svůj dosud největší koncert v O₂ Universum.

### Literární tvorba
Kateřina Marie Tichá se kromě písňových textů věnuje také literární tvorbě. Začínala s psaním blogu, poté se neúspěšně pokoušela vydat sbírku básní, než ji oslovilo nakladatelství Bílý Vigvam, kde v roce 2021 vydala svou debutovou básnickou sbírku Ostrov, co chutná jako pomeranče. Její první náklad byl vyprodán, přičemž následoval dotisk. Autorka plánuje v budoucnu vydat další sbírku, případně se věnovat i beletrii. Inspirací jí jsou Jan Skácel a Tereza Šustková.

## Diskografie

### EP
- Otazníky (2015)

### Alba
- Sami (2020)
- Plamen (2024)

### Singly
- Vzpomínej
- Do města přišla zima ft. Lipo
- Tančíme spolu ft. Jelen
- Otazníky
- Lovesongy ft. Pokáč
- Sami
- Zníčená zem
- Divoká ft. David Stypka
- Kolemjdoucí
- V Paříži
- Vlci
- Časy se mění
- Nezbedný semafor
- Plamen
- Ta třetí
- Znova

## Ocenění
V roce 2013 byla nominována na cenu Český slavík jako objev roku a byla zařazována mezi největší naděje české hudební scény. Objevem roku se stala v anketě Ceny Anděl 2020 za album Sami, o čtyři roky později pak v anketě Ceny Anděl 2024 zvítězila v kategorii sólová interpretka za album Plamen. Na vyhlášení 31. ročníku ankety Žebřík v roce 2023 si odnesla 3. místo za Zpěvačku roku.

##### Ceny Anděl
- 2020: Objev roku
- 2024: Sólová interpretka roku (zpěvačka roku)

##### Žebřík
- 2020: 1. místo – Videoklip, Sami
- 2021–2022: 3. místo – Zpěvačka
- 2023: 2. místo – Zpěvačka
- 2024: 2. místo – Album, Plamen
- 2024: 1. místo – Zpěvačka